# Камское (Камбарский район)
Ка́мское — село в Камбарском районе Удмуртии. Административный центр Нефтебазинского сельского поселения.

## География
Село находится в юго-восточной части республики, на расстоянии примерно 4 км (по прямой) к северо-западу от города Камбарка, административного центра района.

### Часовой пояс
Село Камское, как и вся Удмуртия, находится в часовой зоне МСК+1. Смещение применяемого времени относительно UTC составляет +4:00.

## Население
| 2010 | 2012 | 2013 | 2014 | 2015 | 2016 | 2017 |
| ---- | ---- | ---- | ---- | ---- | ---- | ---- |
| 832  | ↘810 | ↘798 | ↘778 | ↗781 | ↘767 | ↘756 |
| 2018 | 2019 | 2020 |      |      |      |      |
| ↗765 | ↗770 | ↘760 |      |      |      |      |

## Улицы
- ул. Восточная,
- ул. Нефтяников,
- ул. Пушкина,
- ул. Советская.